# Fileas d'Atenes
Fileas (en llatí Phileas, en grec antic Φιλέας) fou un geògraf grec nascut a Atenes que potser era contemporani d'Hecateu. La seva època és impossible de determinar, però probablement va escriure als inicis de la literatura grega.
El menciona Dicearc de Messana i Ruf Fest Aviè el situa entre Hel·lànic de Mitilene i Escilax d'Halicarnàs. Macrobi diu d'ell que era un escriptor molt antic (vetus scriptor).
Fileas va ser l'autor d'un "Periple" (Periplus) mencionat especialment per Esteve de Bizanci i altres escriptors posteriors, que abraçava la major part de les costes conegudes al seu temps, dividit en dues parts, una per Europa i l'altra per Àsia.